# Bistum Governador Valadares

Regional CNBB Leste 2.

Bistum Governador Valadares.

Das Bistum Governador Valadares (lateinisch Dioecesis Valadarensis, portugiesisch Diocese de Governador Valadares) ist eine in Brasilien gelegene römisch-katholische Diözese mit Sitz in Governador Valadares im Bundesstaat Minas Gerais.

## Geschichte
Das Bistum Governador Valadares wurde am 1. Februar 1956 durch Papst Pius XII. mit der Apostolischen Konstitution Ecclesiae universae aus Gebietsabtretungen des Erzbistums Diamantina sowie der Bistümer Araçuaí und Caratinga errichtet. Es wurde dem Erzbistum Mariana als Suffraganbistum unterstellt. Am 24. Mai 1985 gab das Bistum Governador Valadares Teile seines Territoriums zur Gründung des mit der Apostolischen Konstitution Recte quidem errichteten Bistums Guanhães ab.

## Bischöfe von Governador Valadares
- Hermínio Malzone Hugo, 1957–1977
- José Gonçalves Heleno, 1977–2001
- Werner Franz Siebenbrock SVD, 2001–2014
- Antonio Carlos Félix, seit 2014